# Зоран Карајић
Зоран Карајић (Шабац, 5. јул 1951) је српски позоришни глумац и бивши директор Шабачког позоришта.

## Биографија
Зоран Карајић је рођен у Шапцу 5. јула 1951. године. На позоришној сцени је од краја 70-их година прошлог века. Живи и ради у Шапцу.

## Најзначајније улоге
Зоран Карајић се више пута наступао као глумац и драмски радник. У својој позоришној каријери тумачио је многе улоге, а најзначајније су му:
- Раскољников у „Злочин и казна“,
- Мокимпот у „Како су г. Мокимпота...“,
- Чедомир Илић у "Чедомир Илић",
- Салијери у „Амадеус“,
- Јеротије у „Сумњиво лице“,
- Пепо Бандић у „Бог те мазо“,
- Кафка у „Клопка“,
- Тригорин у „Галеб“,
- Арса у „Власт“,
- Хорват у „У логору“,
- Просперо у „Бура“,
- Паткаљосин у „Женидба“,
- Митка у „Коштана“,
- Бег Видајић у „Мишарска битка“

## Награде на фестивалима
Награђиван на многим фестивалима:
- Сусрети Јоаким Вујић: Grand prix за улоге: Раскољников (Злочин и казна, 1981); Кафка (Клопка, 1991); и Арса (Власт, 2000)
- Награда за најбољу мушку улогу за улоге: Манасије (Комунистички рај, 1987), Први војник (Радо иде Србин у војнике, 1987)
- Награда града домаћина за улогу Радкољников (Злочин и казна, 1981)
- Награда удружења драмских уметника Србије за улоге: Драган (Мравињак, 1977); Пепо Бандић (Петорица под барјаком, 1980) и Mercbanks (Кандида, 1982)
- Фестивал класике Вршац (2004)
- Повеља рада Ужице (1988)
- Награда за допринос култури (Ужице, 1990)
- Награда „Борис Ковач“ (Шабац, 2005)

## Филмови и серије
Зоран Карајић је глумио у следећим филмовима:
- Хајка,
- Ноћ у кући моје мајке,
- Златибор, некад и сад,
- Нека чудна земља,
- Лажа и паралажа,

и серијама:
- Морава 76,
- Вук Караџић,
- Нека чудна земља,
- Срећни људи,
- Породично благо,
- Бела лађа,
- Сељаци,
- Ко је овде луд,
- Душков кутак
- Врати се Зоне
- Бележница професора Мишковића,
- Династија (серија),
- Клан (серија),
- Бунар (серија),
- Сахрана, бижутерија и по који капут